# Impflotterie
Bei einer Impflotterie handelt es sich um eine Sonderform der Lotterie, die dazu dient, die Impfbereitschaft zu erhöhen. Entsprechende Projekte wurden von privaten Unternehmen und öffentlichen Stellen verschiedener Länder im Zuge der COVID-19-Pandemie ins Leben gerufen.

## Formen

### Vereinigte Staaten
In den Vereinigten Staaten wurden Impflotterien (englisch vaccine lottery / covid lottery) von Bundesstaaten, Counties und Städten veranstaltet. Zu gewinnen gab es je nach Lotterie Geld, Sachpreise, Gutscheine und / oder vor Ort Getränke und / oder Mahlzeiten. Die Teilnahmebedingungen konnten sehr unterschiedlich sein: Zum Beispiel nur eine bestimmte Alterskohorte, eine bestimmte Anzahl an Impfungen (Erst-, Zweit- oder Drittimpfung) und hierbei wiederum z. B. mit der Priorisierung auf die Erstimpfung für eine immunologische Grundlage gegen das Virus.
Daneben gab es auch private Unternehmen, die eigene Lotterien veranstalteten, wie z. B. die Supermarktkette Kroger, United Airlines oder die Apothekenkette CVS Pharmacy, teilweise in Zusammenarbeit mit Regierungsstellen. Der Talladega Superspeedway in Alabama verloste die Möglichkeit mit seinem Pkw auf der Rennbahn zu fahren.
Der US-Bundesstaat Ohio verloste im Mai 2021 als Hauptpreis eine Million US-Dollar unter allen geimpften Bürgern, womit Ohio der erste Bundesstaat war, der ein Preisgeld vergab. Die Impfrate stieg nach Ankündigung um 45 %, wobei sie in der Alterskohorte 16 bis 17 sogar um 94 % stieg.

### Österreich
Der Österreichische Rundfunk führte die „Impflotterie Österreich“ durch, bei der jede in Österreich lebende Person ab 18 Jahren, die sich online registrierte und in einem bestimmten Zeitraum die Erst-, Zweit- oder Drittimpfung bekam, knapp 1700 Sachpreise gewinnen konnte; diese Preise wurden von österreichischen Betrieben zur Verfügung gestellt. Es hatten sich 2.037.760 Personen registriert. Der Hauptpreis war ein Elk-Fertighaus, das eine Schülerin aus Wals-Siezenheim (Flachgau) gewann.
Im Burgenland wurde Ende 2021 eine Impflotterie durchgeführt. Die Anmeldung erfolgte online. Es wurden insgesamt 1000 Preise ausgespielt, Hauptpreise waren drei verschiedene Neuwagen.
Am 20. Januar 2022 beschloss das österreichische Parlament die Durchführung einer bundesweiten Impflotterie, die jedoch von Anfang an umstritten war und am 13. Februar von Bundeskanzler Karl Nehammer (ÖVP) abgesagt wurde.